# Esmeriladora

Amoladora de sobremesa.

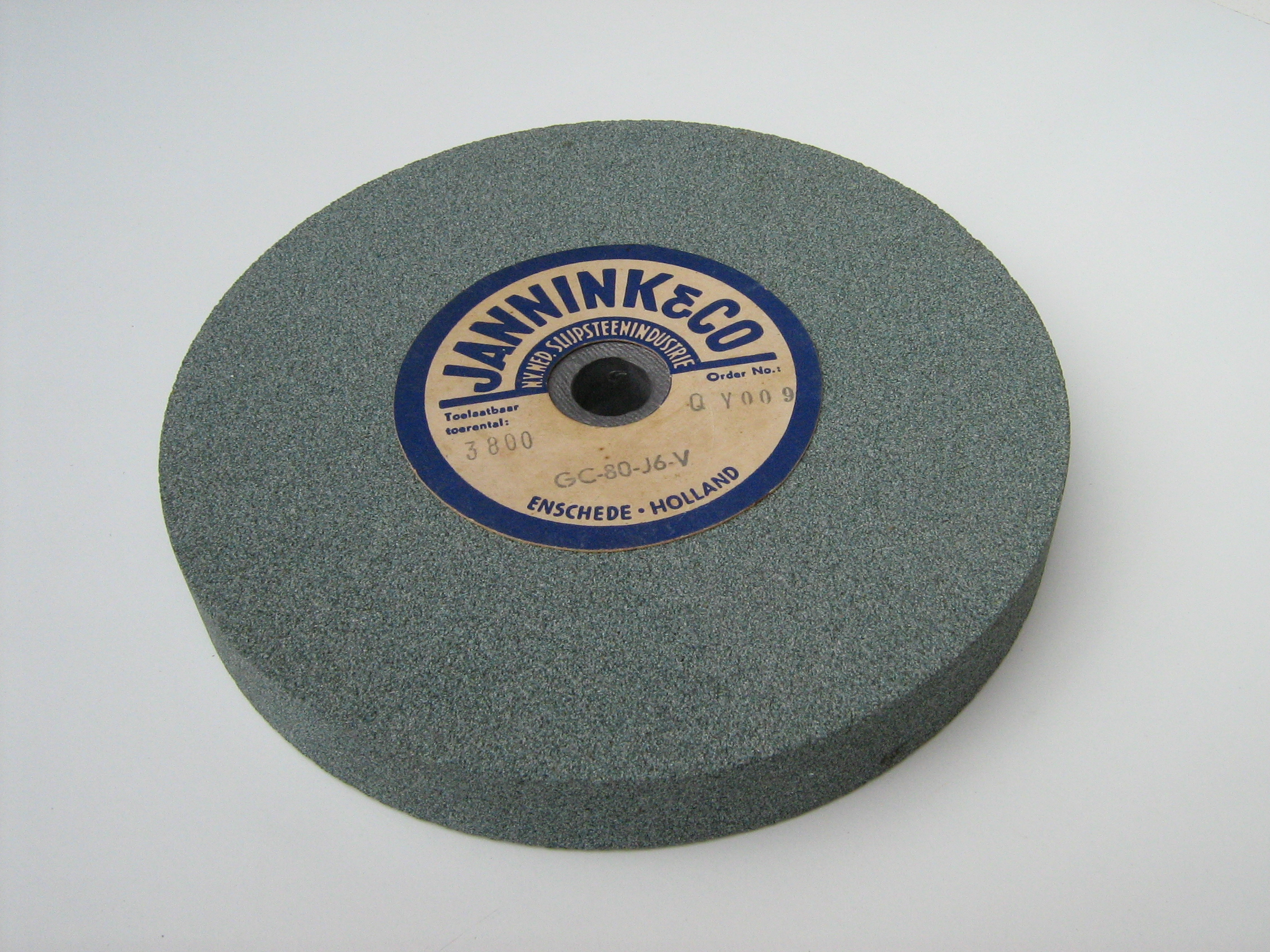
Disco de esmeril.

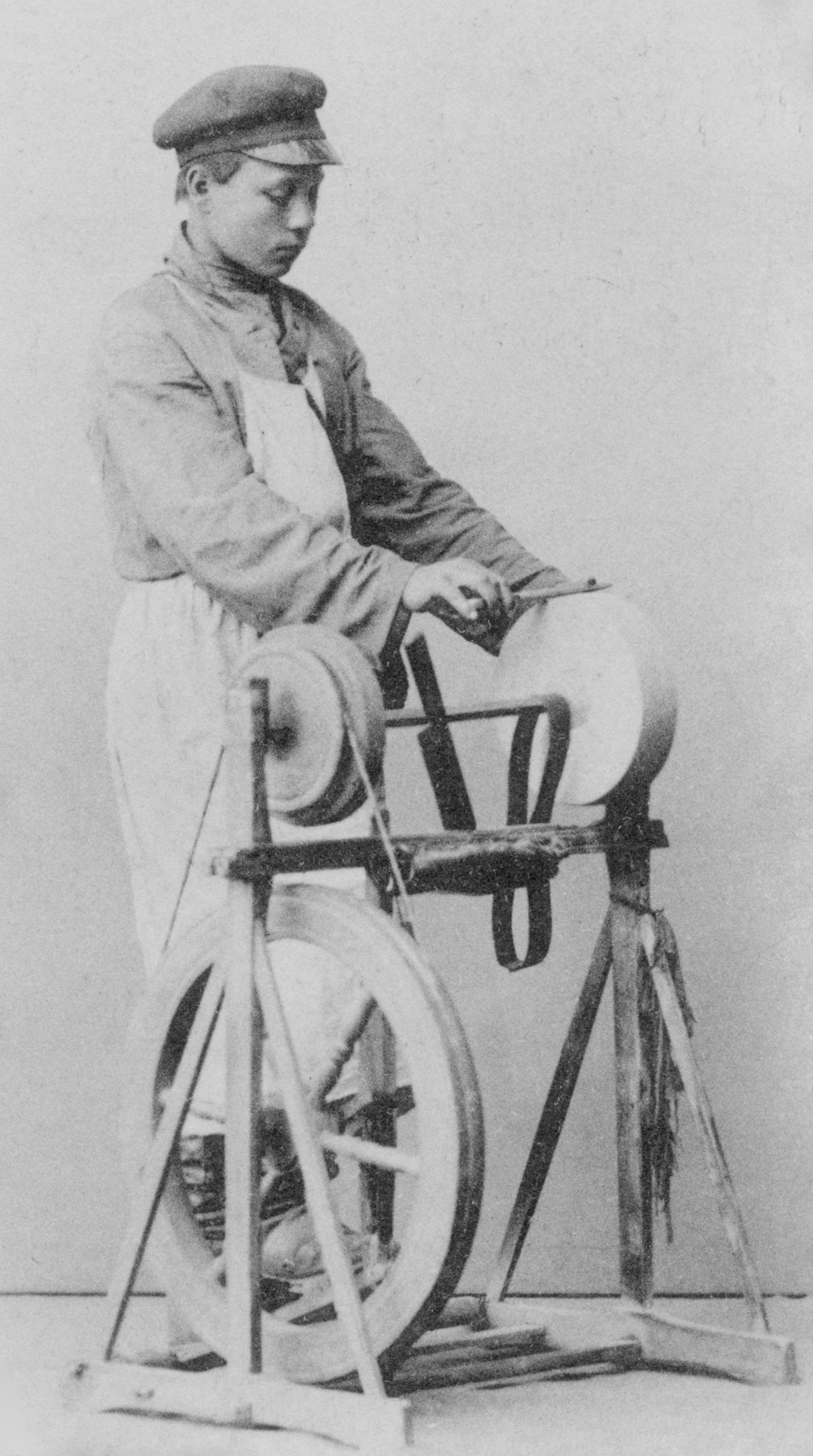
Esmeril de pedal. Rusia, 1902.

Una esmeriladora, esmeril de banco, moladora, electroesmeriladora o amoladora de banco es una máquina herramienta que consiste en un motor eléctrico a cuyo eje de giro se acoplan en uno o ambos extremos discos sobre los que se realizan diversas tareas, según sea el tipo de disco que se monte en la misma.
Los discos de material blando y flexible, se utilizan para el pulido y abrillantado de metales mientras los de alambre se emplean para quitar las rebabas de mecanizado que puedan tener algunas piezas. También pueden ser de material abrasivo, constituidos por granos gruesos o granos finos. Los primeros se utilizan para desbastar o matar aristas de piezas metálicas, mientras que los segundos sirven para afilar las herramientas de corte (cuchillas, brocas, etc.) También puede emplearse para cortar cerámicas. 
Cuando se trabaja en estas máquinas hay que adoptar diversas medidas de seguridad, especialmente proteger los ojos con gafas adecuadas para evitar que se incrusten partículas metálicas en los ojos.

## Tipos

### Esmeriladora de pedestal
A muchas de las esmeriladoras de banco, actualmente se les añadió un pedestal, dando paso a las conocidas como esmeriladoras de pedestal.
Existen algunos modelos de esmeriladoras de pedestal en las cuales el pedestal es fijo, lo que hace que la esmeriladora sea de mayor tamaño. Detalle a tener en cuenta para su instalación en el taller.
Esta máquina se suele utilizar para quitar rebabas de piezas de fundición.  

### Esmeriladora de banda
La esmeriladora de banda se llama así porque contiene una piedra de esmeril y también una lijadora de banda como se muestra en la siguiente figura.

### Esmeriladoras de precisión
Esta máquina tiene usos en común con una fresa horizontal, ya que ambas máquinas están diseñadas para crear superficies planas mediante un cortador cilíndrico y giratorio con el eje horizontal. La diferencia es que la esmeriladora se suele usar para arrancar pequeñas cantidades de metal con una gran precisión y un acabado fino. Esta herramienta se suele relacionar con una radial debido a su parecido. 
Estas esmeriladoras tienen menos fuerza de corte que una fresadora; por eso, para sujetar la pieza usamos un mandril magnético.
En el caso de las esmeriladoras de sobremesa, las cuales se suelen encontrar en un taller, los discos se ubican normalmente en el mismo eje en el que se encuentra el motor. Estos discos pueden ser de muchos tipos distintos, dependiendo de su material. La velocidad a la que giran estos motores suele ser entre 1000 y 2500 RPM, algunas incluso incluyen un sistema de aspiración para así recoger todo el material que vamos desbastando. Algunas contienen un recipiente al cual se le echa taladrina para poder refrigerar la pieza con la cual estamos trabajando.  

## Usos
Las amoladoras pueden ser utilizadas en un gran abanico de trabajos, ya que se usa tanto para trabajos profesionales como para trabajos de bricolaje en casa. 
Incluso estas herramientas a veces se emplean para cortar mármol, cerámica, entre muchos otros materiales y para poder saber de forma precisa cómo debemos utilizarla, es necesario saber manejar a la perfección cada tipo de amoladora, para así poder elegir de nuevo el trabajo que nos convenga. 
También podemos clasificar las amoladoras en dos tipos distintos básicamente en función de su tamaño: pequeñas y grandes.
Las pequeñas suelen utilizar discos de 115 o 125 mm y una potencia de entre 500 hasta los 1500 W. Mientras que las grandes suelen usar discos de 230 mm y una potencia de entre 2000  y 2600 W.
Las esmeriladoras grandes suelen ser usadas para realizar trabajos duraderos, esto suele estar relacionado con el tipo de superficie que trabajemos por ejemplo piezas de un gran tamaño o de un material muy resistente.  Por lo tanto, en esos casos se puede usar discos de hasta 230 mm, los cuales suelen ser empleados en máquinas de uso industrial para fábricas y talleres de grandes dimensiones. 
Las de tamaño pequeño se suele emplear en trabajos más sutiles o para las superficies pequeñas o para trabajos de precisión, aunque también se usan para que gente inexperta aprenda a usar una esmeriladora antes de pasar a una de mayor tamaño y potencia.
Uno de los factores más importantes para usar la amoladora o esmeriladora es la seguridad al momento de usarlas empleando siempre los EPIS (guantes de protección como los que se veían en la primera fotografía de arriba).

## Medidas de seguridad
En el manejo de esta maquinaria es necesario utilizar siempre como EPI Equipo de protección individual(equipo de protección individual),  guantes con el objetivo de evitar rozaduras.
Las esmeriladoras además, en su diseño, incluyen un equipo de protección colectiva, mediante la incorporación en su diseño de una protección frontal.
Para poder usar la esmeriladora se debe conocer bien su funcionamiento y hay que leer atentamente su manual de instrucciones y uso tendremos en cuenta:
- El equipo deberá estar situado sobre una superficie plana.
- Comprobar el buen estado de los discos y si están apretados de forma correcta.